# Pomnik Ofiar Tragedii Smoleńskiej 2010 roku w Warszawie
Pomnik Ofiar Tragedii Smoleńskiej 2010 roku – monument znajdujący się na placu marsz. Józefa Piłsudskiego w Warszawie, upamiętniający 96 ofiar katastrofy polskiego Tu-154M w Smoleńsku z 2010 roku.
Pomnik został zrealizowany przez Komitet Społeczny Budowy Pomników: Śp. Prezydenta RP Lecha Kaczyńskiego oraz Ofiar Tragedii Smoleńskiej 2010 roku według projektu artysty rzeźbiarza Jerzego Kaliny i odsłonięty 10 kwietnia 2018.

## Opis
Na pomniku znajduje się lista 96 ofiar katastrofy w Smoleńsku. Kształt monumentu smoleńskiego został wybrany w drodze konkursu. Prace nad pomnikiem rozpoczęły się w lutym 2018 gdy wojewoda mazowiecki Zdzisław Sipiera wydał zgodę na jego budowę, pomimo wcześniejszego nie wyrażenia zgody na jego budowę w tym miejscu przez Radę Warszawy w styczniu tego samego roku. Zgoda wojewody umożliwiła prace nad pomnikiem gdyż w październiku 2017, minister infrastruktury i budownictwa Andrzej Adamczyk wydał decyzję o wyjęciu placu spod kurateli miasta i przekazaniu go do dyspozycji wojewody, który z kolei 31 stycznia 2018 przejął zarządzanie placem marsz. Józefa Piłsudskiego. 2 maja 2024 decyzja wojewody została uchylona przez Ministra Rozwoju i Technologii.
Pomnik został odsłonięty 10 kwietnia 2018 przez przedstawicieli części rodzin ofiar katastrofy polskiego Tu-154M w Smoleńsku: Jarosława Kaczyńskiego, Martę Kaczyńską z córkami, Ewę Kochanowską, Andrzeja Melaka i Małgorzatę Wassermann. Harcerze z Harcerstwa Rzeczypospolitej zdjęli wspólnie flagę biało-czerwoną z pomnika. Odegrano Hasło Wojska Polskiego. W imieniu rodzin ofiar tragedii smoleńskiej wieniec pod pomnikiem złożyli: Ewa Błasik, Ewa Kochanowska, Marzena Karweta, Krystyna Kwiatkowska, Magdalena Merta i Andrzej Melak. W uroczystości wzięli udział także przedstawiciele najwyższych władz państwowych, w tym prezydent Andrzej Duda z małżonką Agatą Dudą oraz premier Mateusz Morawiecki, marszałkowie Sejmu Marek Kuchciński i Senatu Stanisław Karczewski, parlamentarzyści i duchowieństwo. Poświęcenia pomnika dokonał kardynał Kazimierz Nycz w obecności ks. prałata Bogdana Bartołda, proboszcza Archikatedry św. Jana Chrzciciela. Okolicznościowe przemówienia wygłosili, brat prezydenta Lecha Kaczyńskiego Jarosław Kaczyński i prezydent Andrzej Duda. Krótko po ceremonii Jarosław Kaczyński dokonał odsłonięcia przed dawnym budynkiem sądów wojskowych (obecnie siedziba Dowództwa Garnizonu Warszawa) kamienia węgielnego pod budowę pomnika Lecha Kaczyńskiego.
Monument ma formę bryły obłożonej czarnym granitem nawiązującej do trapu samolotu, samolotowego statecznika oraz katafalku. Pomnik obejmuje powierzchnię 14,5 m na 7,5 m. Składa się z części podziemnej o głębokości 2 m, symbolizującej „doły śmierci” w Katyniu, przykrytej szklanym stropem. Nadziemna część pomnika ma 6 m wysokości. Na jego ścianie czołowej wyryte są nazwiska 96 ofiar tragedii smoleńskiej w kolejności alfabetycznej. Bez żadnych wyróżnień czy tytułów. Tekst na pomniku głosi: „Pamięci ofiar tragedii smoleńskiej 10 kwietnia 2010”. Jego elementem ma stać się krzyż sprzed Pałacu Prezydenckiego, który obecnie jest częścią założenia rzeźbiarskiego Łukasza Krupskiego znajdującego się w Kaplicy Loretańskiej w kościele św. Anny. Upamiętnienie ma oświetlać nocą 96 źródeł światła (liczba ofiar katastrofy).
Pomnik jest przez całą dobę ochraniany przez policję.

## Inne informacje
Według badania przeprowadzonego na zlecenie Urzędu Miasta w listopadzie 2017 techniką CATI – telefonicznych wywiadów na reprezentatywnej próbie mieszkańców Warszawy, w wieku 15 lat i więcej (N=1000) – 71% z nich negatywnie oceniło pomysł lokalizacji pomnika poświęconego ofiarom katastrofy lotniczej pod Smoleńskiem na placu Piłsudskiego.
W październiku 2023 na pomnik wszedł niezidentyfikowany mężczyzna. Ten sam człowiek ponownie wszedł na pomnik w listopadzie 2024.
W 2024 roku przy pomniku regularnie, w kolejne miesięcznice katastrofy, dochodziło do konfrontacji pomiędzy środowiskiem Jarosława Kaczyńskiego a jego przeciwnikami. Ich stałym elementem było składanie przez Zbigniewa Komosę wieńca, którego dedykacja wskazywała Lecha Kaczyńskiego jako winnego katastrofy. 10 września doszło do bezpośredniego starcia między Kaczyńskim a Komosą; Komosa oskarżył Kaczyńskiego o naruszenie nietykalności cielesnej, w związku z czym 6 grudnia Sejm uchylił immunitet Jarosławowi Kaczyńskiemu.

## Galeria

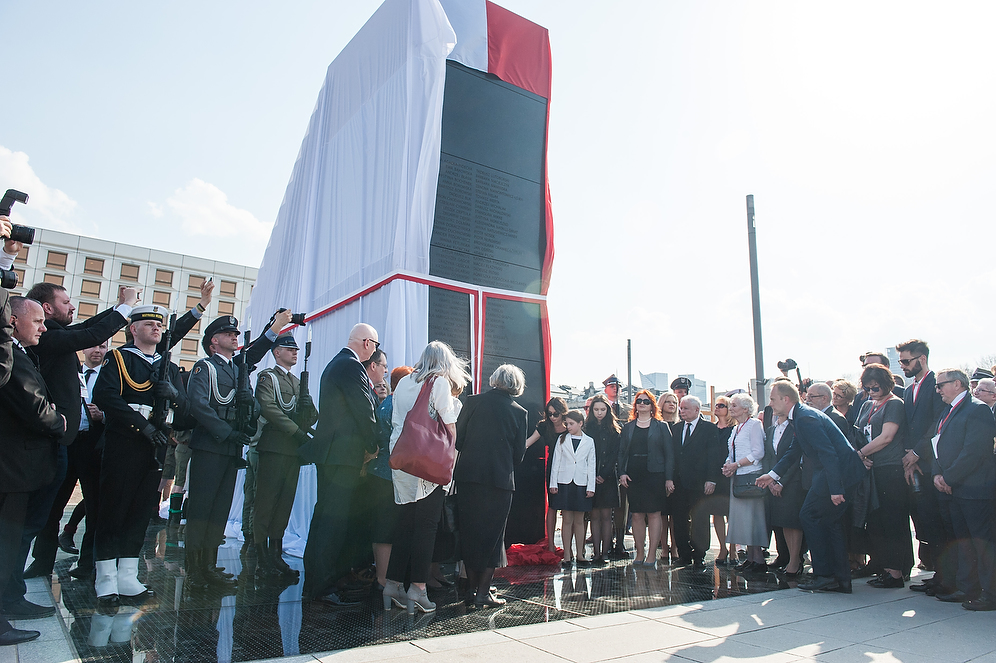
Odsłonięcie Pomnika Ofiar Tragedii Smoleńskiej 2010 przez rodziny ofiar
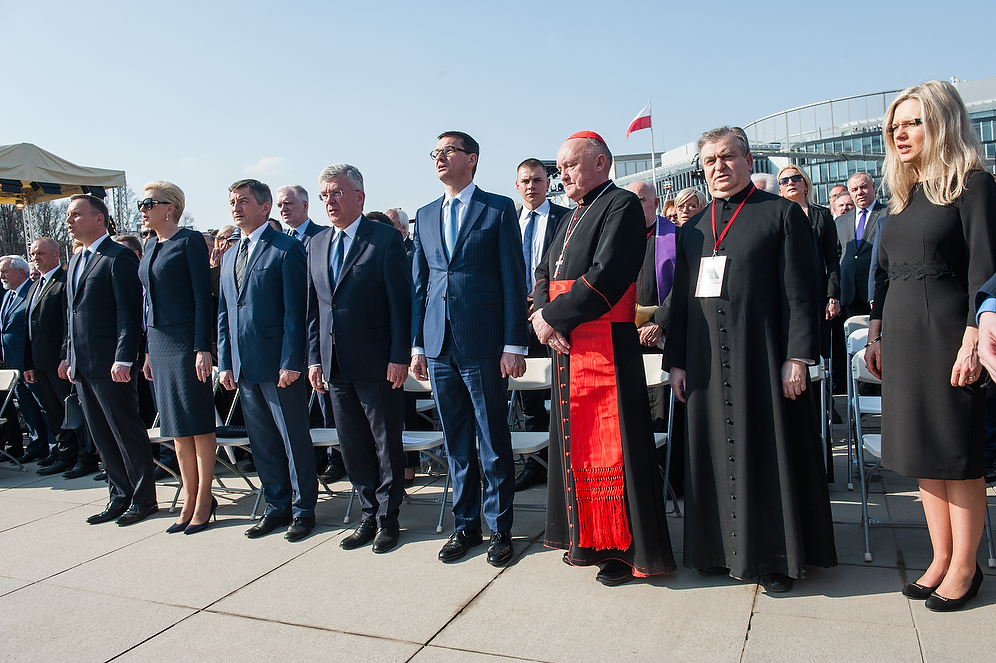
Odsłonięcie pomnika 10 kwietnia 2018
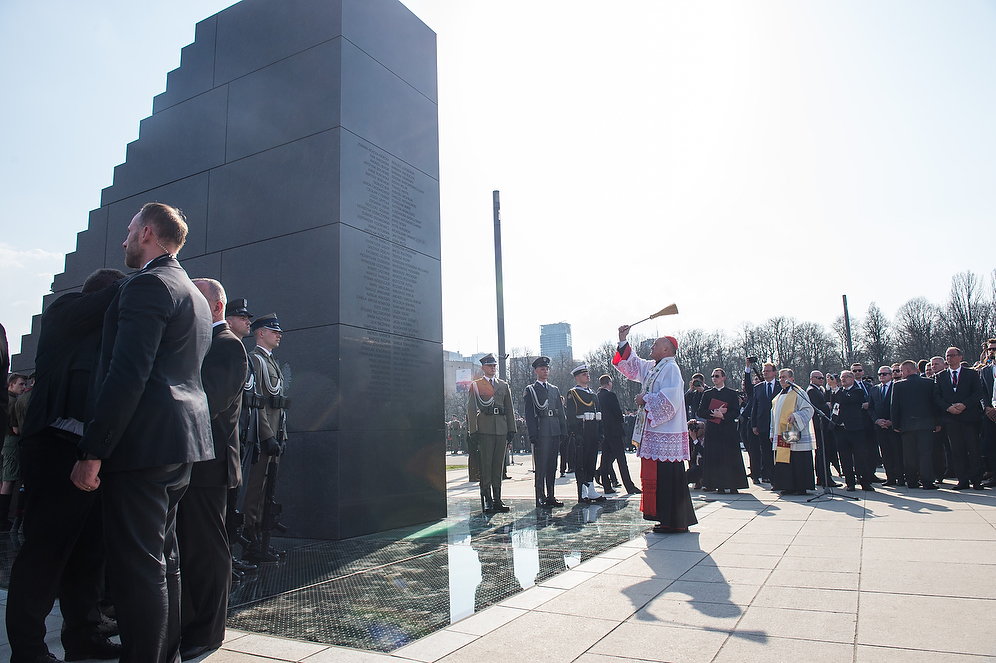
Poświęcenie pomnika przez kard. Kazimierza Nycza
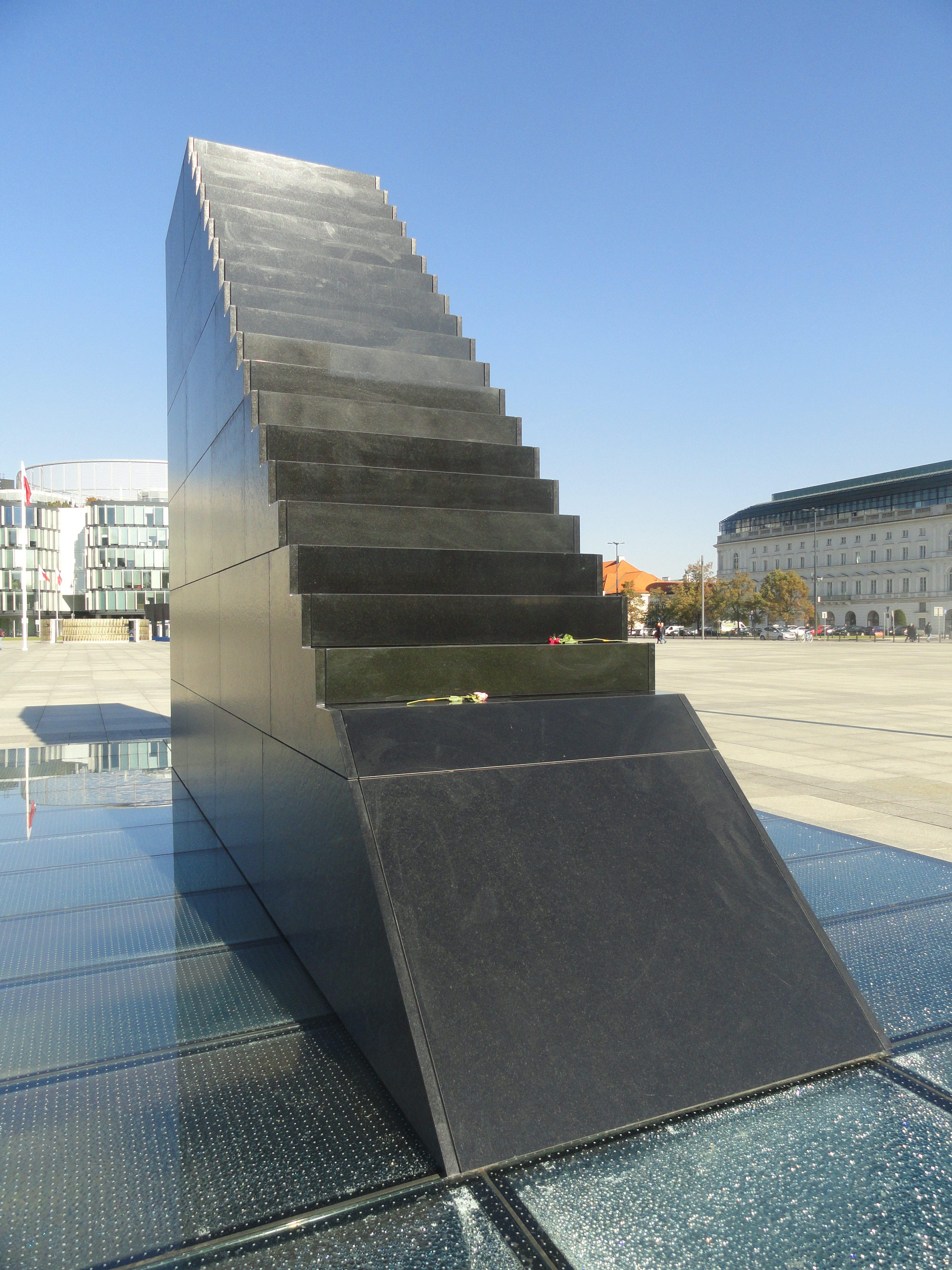
Pomnik Ofiar Tragedii Smoleńskiej 2010 roku w Warszawie
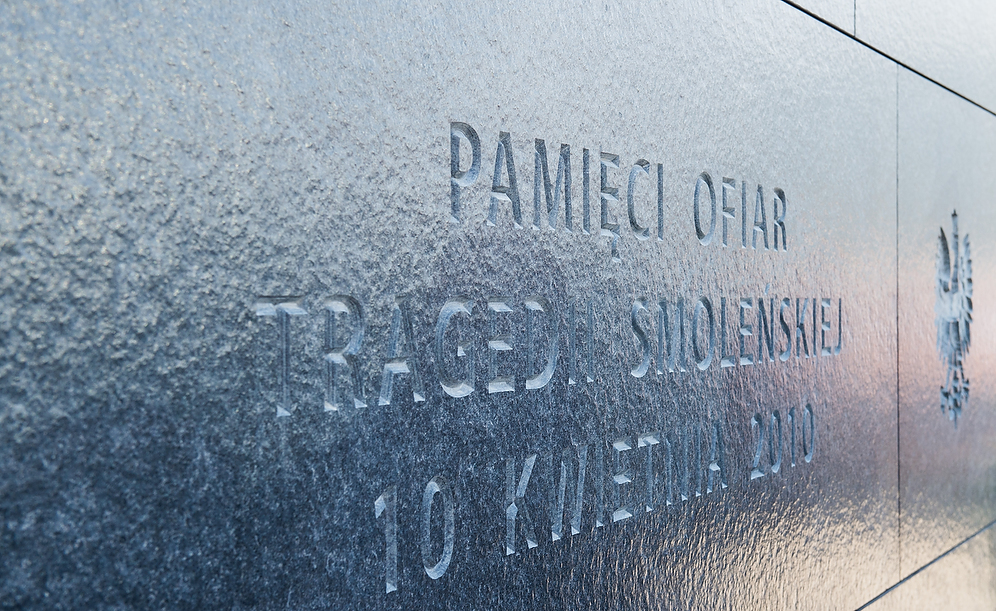
Napis Pamięci Ofiar Tragedii Smoleńskiej 10 kwietnia 2010
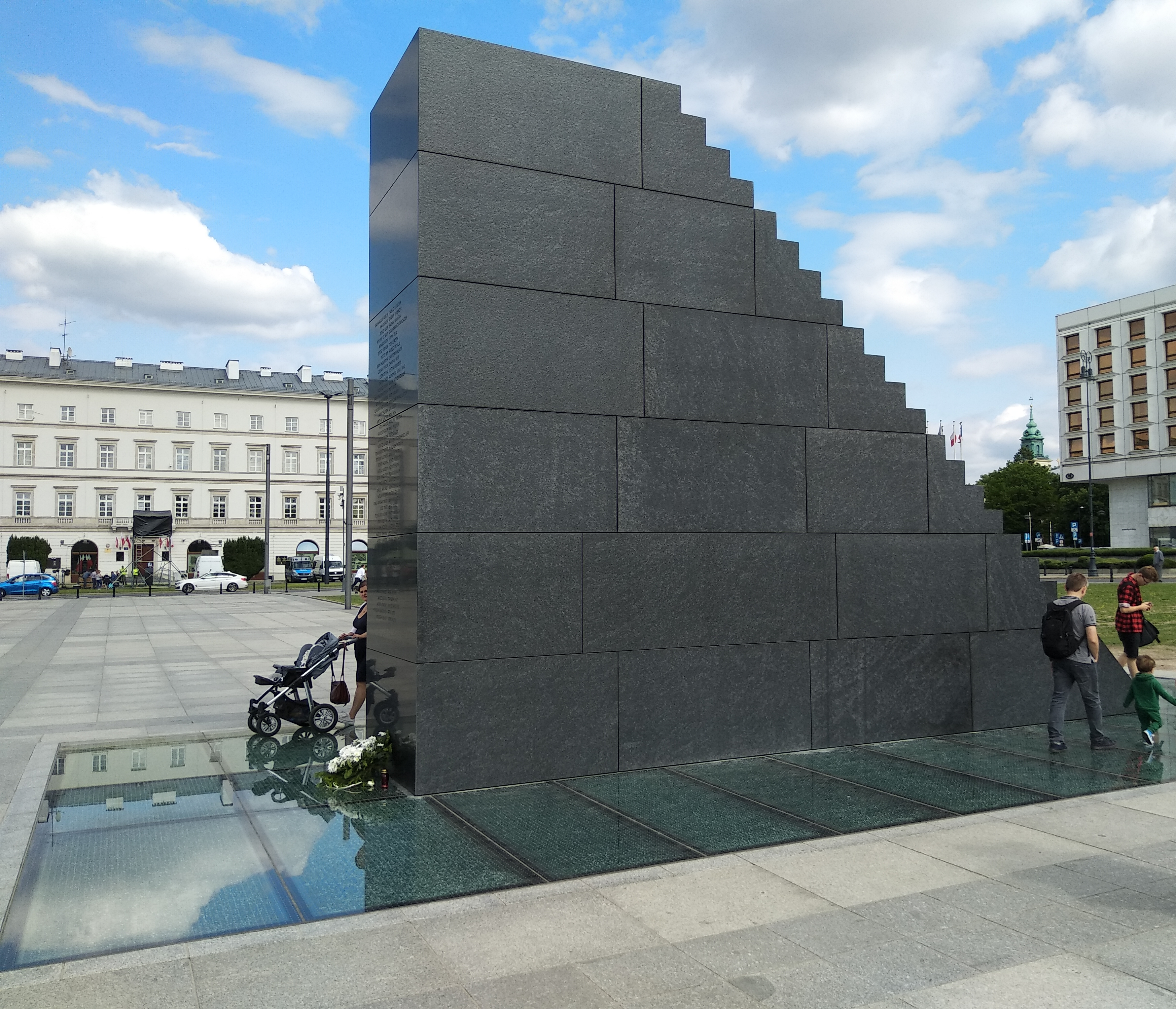
Pomnik Smoleński w Warszawie. Widoczne katyńskie „doły śmierci”
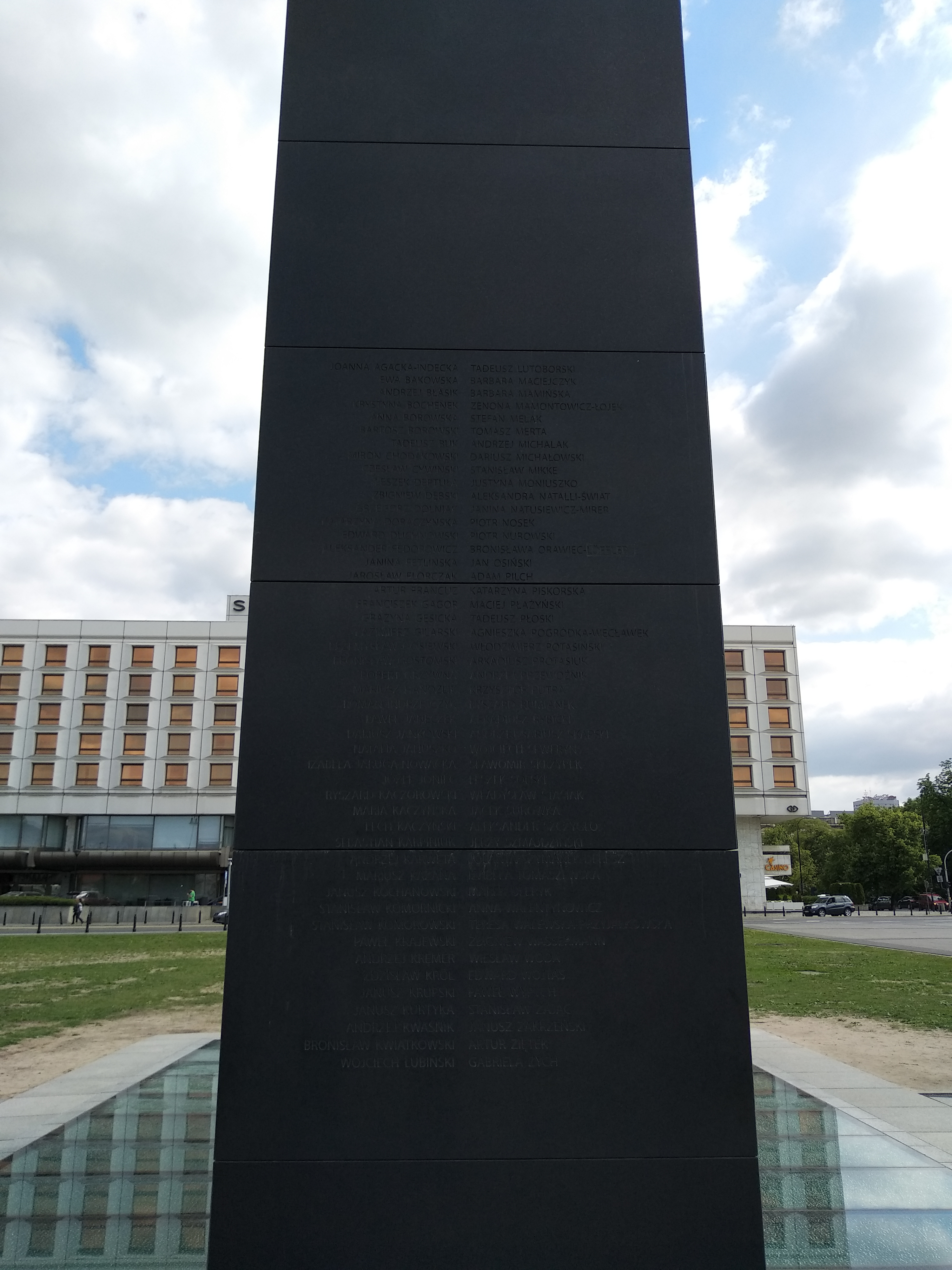
Nazwiska ofiar
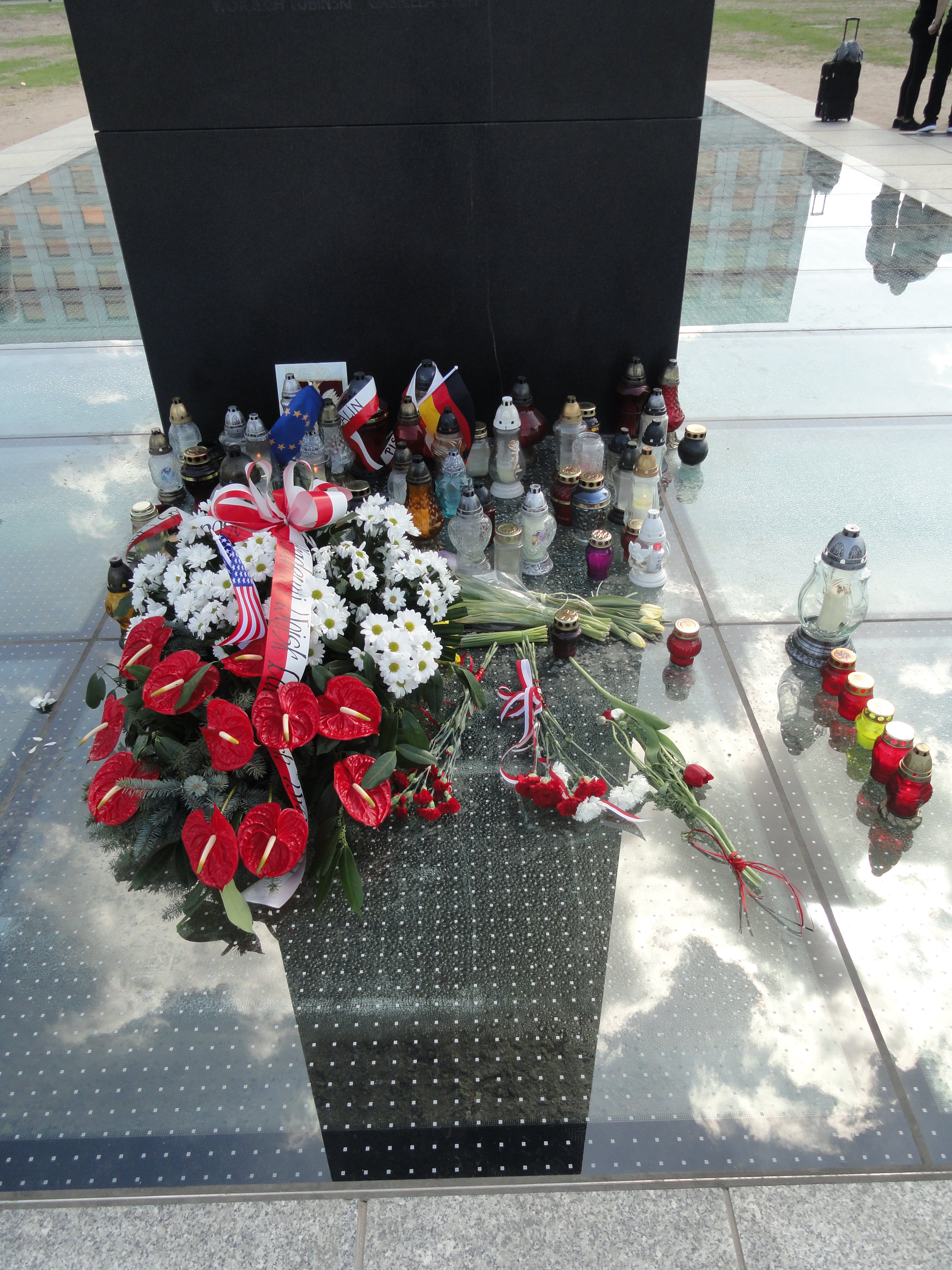
Kwiaty i znicze pod pomnikiem